# L'Aigle
L'Aigle (escrit Laigle fins al 1961) és un municipi de França, situada al departament de l'Orne a la regió de Normandia.